# 9 de setembre
El 9 de setembre és el dos-cents cinquanta-dosè dia de l'any del calendari gregorià i el dos-cents cinquanta-tresè en els anys de traspàs. Queden 113 dies per finalitzar l'any.

## Esdeveniments
Països Catalans
- 1932 - Madrid, Espanya: El parlament espanyol aprova l'Estatut d'Autonomia de Catalunya.[1]
- 1979 - Barcelona: Jaume Vallcorba hi funda l'editorial Quaderns Crema.
- 1997 - Girona: Es constitueix el Centre de Recerca i Difusió de la Imatge.
- 2004 - Barcelona: La Generalitat de Catalunya concedeix el Premi Nacional de Cultura de periodisme al diari electrònic VilaWeb.

Resta del món
- 1000 - Batalla de Svolder.
- 1839 - John Herschel pren la seva primera fotografia en un plat de vidre.
- 1850 - Califòrnia s'integra als Estats Units.
- 1892 - Califòrnia, Estats Units: Edward Emerson Barnard fa l'últim descobriment d'una lluna visualment a través del telescopi. Es tracta del satèl·lit de Júpiter Amaltea.
- 1930 - Rosario (Argentina): és assassinat per la dictadura argentina l'anarquista català Joaquim Penina.
- 1942 - Segona Guerra Mundial: un hidroavió japonès llença una bomba incendiària a Oregon.
- 1980 - Brussel·les: Bèlgica i els Països Baixos subscriuen el pacte de la Unió de la Llengua Neerlandesa.
- 2014 - Apple: Keynote, presentació iPhone 6.

## Naixements
Països Catalans
- 1863 - Badalona, Província de Barcelona: Enric Borràs i Oriol, actor de teatre català.
- 1872 - La Granja de Rocamora, Alacant: María Dolores Martínez Rodríguez, primera valenciana llicenciada en Farmàcia.[2]
- 1902 - Reus, Baix Camp: Josep Iglésies i Fort, geògraf, historiador i escriptor català
- 1903 - València: Amparo Martí, actriu teatral valenciana (m. 1973).[3]
- 1911 - València (l'Horta: Manuel Sanchis i Guarner, filòleg, historiador i escriptor valencià (m. 1981).
- 1916 - Barcelona: Montserrat Martí i Bas, bibliotecària i escriptora catalana (m. 2005).[4]
- 1931 - el Pont d'Armentera, Alt Camp: Pilar Malla, mestra i política, fou diputada i primera Síndica de Greuges de Barcelona.[5]
- 1933 - Cullera (la Ribera Baixa: Rafael Talens Pelló, compositor i pedagog musical valencià.
- 1944 - Barcelona: Àngels Moll i Esquerra, actriu catalana de teatre i televisió.[6]
- 1945 - Santanyí, Mallorca: Antoni Vidal Ferrando, poeta, historiador i narrador.
- 1958 - Perafita, Lluçanès: Ramon Besa i Camprubí, periodista català.
- 1972 - Sabadell: Mònica Bosch i Forrellad, esquiadora d'esquí alpí i dirigent esportiva catalana.[7]

Resta del món
- 1585 - París: Armand Jean du Plessis de Richelieu, el cardenal Richelieu, cardenal, noble i home d'estat francès
- 1737 - Bolonya: Luigi Galvani, fisiòleg famós per les seves investigacions sobre els efectes de l'electricitat en els nervis i músculs dels animals (m. 1798).[8]
- 1828 - Iàsnaia Poliana, Rússia: Lev Tolstoi, escriptor (m. 1910).[9]
- 1843 - Madrid (Espanya): Alejandro Ferrant i Fischermans, pintor espanyol.
- 1850 - Cottingham: Jane Ellen Harrison, acadèmica britànica pionera dels moderns estudis de la mitologia grega (m. 1928).[10]
- 1852 - Parsonage, Monton, Manchester, Lancashire, Regne Unit: John Henry Poynting, físic anglès (m. 1914).[11]
- 1872 - Jorasanko, Calcuta: Sarala Devi Chaudhurani, pedagoga, feminista i activista índia.[12]
- 1874 - Brodi: Rosa Schapire, historiadora de l'art i col·leccionista alemanya (m. 1954).[13]
- 1901 - Mazir, Imperi Rus: Berta Singerman, cantant i actriu argentina (m. 1998).[14]
- 1914 - Londres, Regne Unit: Leonard Feather, pianista de jazz, compositor, periodista i escriptor anglès i nacionalitzat estatunidenc (m. 1994).[15]
- 1922 - Görlitz, Alemanya: Hans Georg Dehmelt, físic nord-americà d'origen alemany, Premi Nobel de Física de l'any 1989.
- 1923 - Yonkers, Nova York, EUA: Daniel Carlton Gajdusek, metge nord-americà, Premi Nobel de Medicina o Fisiologia de l'any 1976.
- 1925 - Praga, República Txeca: Soňa Červená, mezzosoprano operística txeca amb una carrera internacional.[16]
- 1928 - Hartford (Connecticut): Sol LeWitt, artista nord-americà (m. 2007).[17]
- 1929 - Leipzig, Alemanya: Dr. Ruth Katherina Martha Pfau, monja alemanya, membre de la Societat de Germanes del Cor de Maria que dedicà la seva vida als leprosos en Pakistan.
- 1932 - Quicena, Osca: Javier Tomeo, escriptor aragonès (m. 2013).[18]
- 1940 - Madrid, Espanya: Jaime Blanch, actor espanyol.
- 1941 - Dawson (Geòrgia): Otis Redding, músic nord-americà (m. 1967).[19]
- 1947 - Stanisław Waśkiewicz, corredor polonès[20]
- 1950 - Istanbul: Seyla Benhabib, pensadora contemporània, una de les filòsofes més influents en el món actual.[21]
- 1960 - Londres, Anglaterra: Hugh Grant, actor i productor anglès.
- 1965 - Ferrol, Espanya: Jesús Vázquez Martínez, presentador de televisió i model gallec.
- 1966 - Brooklyn, Nova York, EUA: Adam Sandler, actor estatunidenc.
- 1978 - Antony, França: Céline Bara, actriu pornogràfica francesa.
- 1980 - Kalispell, Montana, Estats Units: Michelle Williams, actriu estatunidenca.
- 1987 -
  - Spijkenisse, Països Baixos: Afrojack, punxa-discos i productor musical neerlandès
  - San Diego: Nicole Aniston, actriu porno i model nord-americana.[cal citació]

## Necrològiques
Països Catalans
- 1933 - Torredembarra, Tarragonès: Rafael Campalans i Puig, enginyer, polític i professor universitari català (n. 1887).
- 2004 - Sabadell: Josep Maria Plans i Molina, metge i polític català.
- 2011 - Barcelona: Josep Termes Ardèvol, historiador català (n. 1936).
- 2014 - Barcelona: Montserrat Abelló i Soler, poetessa i traductora catalana.[22]
- 2017 - Barcelona: Albert Mallofré i Milà, periodista i crític musical català.
- 2020 - Barcelona: Manel Pousa Engroñat, popularment pare Manel, sacerdot català conegut pel seu treball social, creador de la Fundació Pare Manel (n. 1945).[23]

Resta del món
- 1000 - Svolder: Olaf I de Noruega rei de Noruega des del 995.[24]
- 1487 - Pequín (Xina): Zhu Jianshen, emperador Chenghua, vuitè emperador de la Dinastia Ming (n. 1447).[25]
- 1513 - Flodden, Anglaterra: Jaume IV d'Escòcia, rei d'Escòcia (n. 1473).[26]
- 1569 - Brussel·les (Flandes): Pieter Brueghel el Vell, pintor flamenc (n. 1525).[27]
- 1891 - Mont-sous-Vaudrey (França): Jules Grévy, advocat, President de la República Francesa de 1879 a 1887 (n. 1807).
- 1898 - Valvins, França: Stéphane Mallarmé, poeta francès.
- 1901 - Castell de Malromé, França: Henri de Toulouse-Lautrec, pintor francès (n. 1864).
- 1922 - Küssnacht, Suïssa: Johannes Messchaert, cantant holandès.
- 1926 - Hamburg, Alemanya: Bernhard Schädel, filòleg, fonetista i dialectòleg que influí molt en els filòlegs catalans contemporanis.
- 1934 - Praga: Kateřina Emingerová, compositora, pianista i educadora musical txeca, escriptora i crítica musical (n. 1856).[28]
- 1941 - Friburg de Brisgòvia (Alemanya): Hans Spemann, metge i zoòleg alemany, Premi Nobel de Medicina o Fisiologia de l'any 1935 (n. 1869).
- 1945 - París: Zinaïda Guíppius, escriptora i poeta russa de l'edat de plata, figura clau del simbolisme rus (n. 1869).[29]
- 1950 - Mèxic: Belén de Sárraga Hernández, activista social, fundadora de diverses revistes, feminista, lliurepensadora i republicana (n. 1872).[30]
- 1965 - West Hollywood, Califòrnia, Estats Units: Dorothy Dandridge, actriu estatunidenca.
- 1976 - Pequín, República Popular de la Xina: Mao Zedong, polític xinès, president del país (n. 1893).
- 1984 - Budapest, Hongria: Máté Péter, cantant, compositor i pianista hongarès (n. 1947).
- 1985 - Big Sur, Califòrnia (EUA): Paul John Flory, químic estatunidenc, Premi Nobel de Química de l'any 1974 (n. 1910).
- 2001 - Khvajeh Ba Odin, Afganistan, Ahmad Shah Massud, líder polític i guerriller d'ètnia tadjic.
- 2010 - Buenos Aires, Argentina: Bent Larsen, Gran Mestre d'escacs danès (n. 1935).[31]
- 2017 - Roma, Itàlia: Velasio de Paolis, cardenal italià de l'Església Catòlica.
- 2019 - Inverness, Nova Escòcia: Robert Frank, fotògraf americà i càmera de cinema documental (n. 1924).[32]
- 2020 - 
  - Tottenham: Shere Hite, sexòloga alemanya, coneguda per l'Informe Hite sobre sexualitat femenina (n. 1942).[33]
  - Milà: Cini Boeri, arquitecta i dissenyadora italiana (n. 1924).[34]

## Festes i commemoracions
- Santoral: sant Pere Claver, prevere; Jacint de Roma, màrtir; beata Maria Toríbia, esposa de sant Isidre el Llaurador; servent de Déu Miquel Maura i Montaner, prevere, fundador de les Zeladores del Culte Eucarístic (1915).
- Finalitzen les festes de Moros i Cristians de Villena (Alt Vinalopó, País Valencià), iniciades el 4 de setembre.